# 沃德里梅尼勒
沃德里梅尼勒（法語：Vaudrimesnil，法語發音：[vodʁimɛnil]）是法国芒什省的一个旧市镇，属于库唐斯区。2019年，沃德里梅尼勒与临近的6个市镇合并为新市镇圣索沃尔维拉日。

## 地理
沃德里梅尼勒（49°9'12"N, 1°24'54"W）面积6.05 平方千米，位于法国诺曼底大区芒什省，该省份为法国西北部沿海省份，西、北、东北三面环大西洋，东起顺时针与卡爾瓦多斯省、奧恩省、马耶讷省和伊勒-维莱讷省接壤。
与沃德里梅尼勒接壤的市镇（或旧市镇、城区）包括：佩里耶、米利埃、米讷维尔勒班加尔、拉龙德艾、圣索沃尔朗德兰、圣欧班迪佩龙。

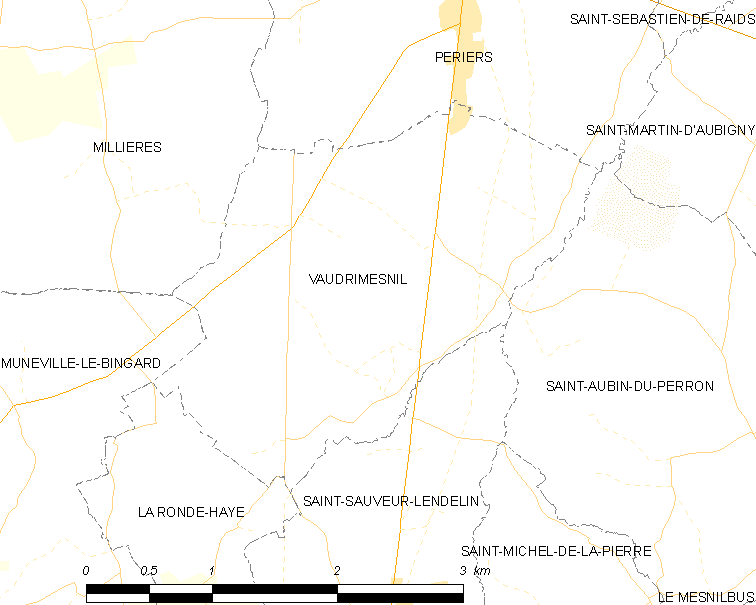
沃德里梅尼勒的OSM定位图

沃德里梅尼勒的时区为UTC+01:00、UTC+02:00（夏令时）。

## 行政
沃德里梅尼勒的邮政编码为50490，INSEE市镇编码为50622。

## 政治
沃德里梅尼勒所属的省级选区为阿贡-库坦维尔县。

## 人口

1962-2008年间沃德里梅尼勒人口变化图示

沃德里梅尼勒于2018年1月1日时的人口数量为468人。